# ئی‌ام‌دی جی‌تی۲۶سی‌دابلیو-۲
ئی‌ام‌دی جی‌تی۲۶سی‌دابلیو-۲ (انگلیسی: EMD GT26CW-۲) یک لوکوموتیو ساخت شرکت‌های جنرال موتورز دیزل دیویژن، تولومساش، الکترو-موتیو دیویژن، (الکترو-موتیو دیزل) و هیوندای روتم است.
این لوکوموتیو که مابین سال‌های ۱۹۷۲ تا ۲۰۰۹ تولید می‌شده دارای ۱۶ سیلندر، ۱۲۴–۱۵۰ سرعت و ۳٬۰۰۰–۳٬۳۰۰ اسب بخار توان خروجی بوده است.

## نگارخانه

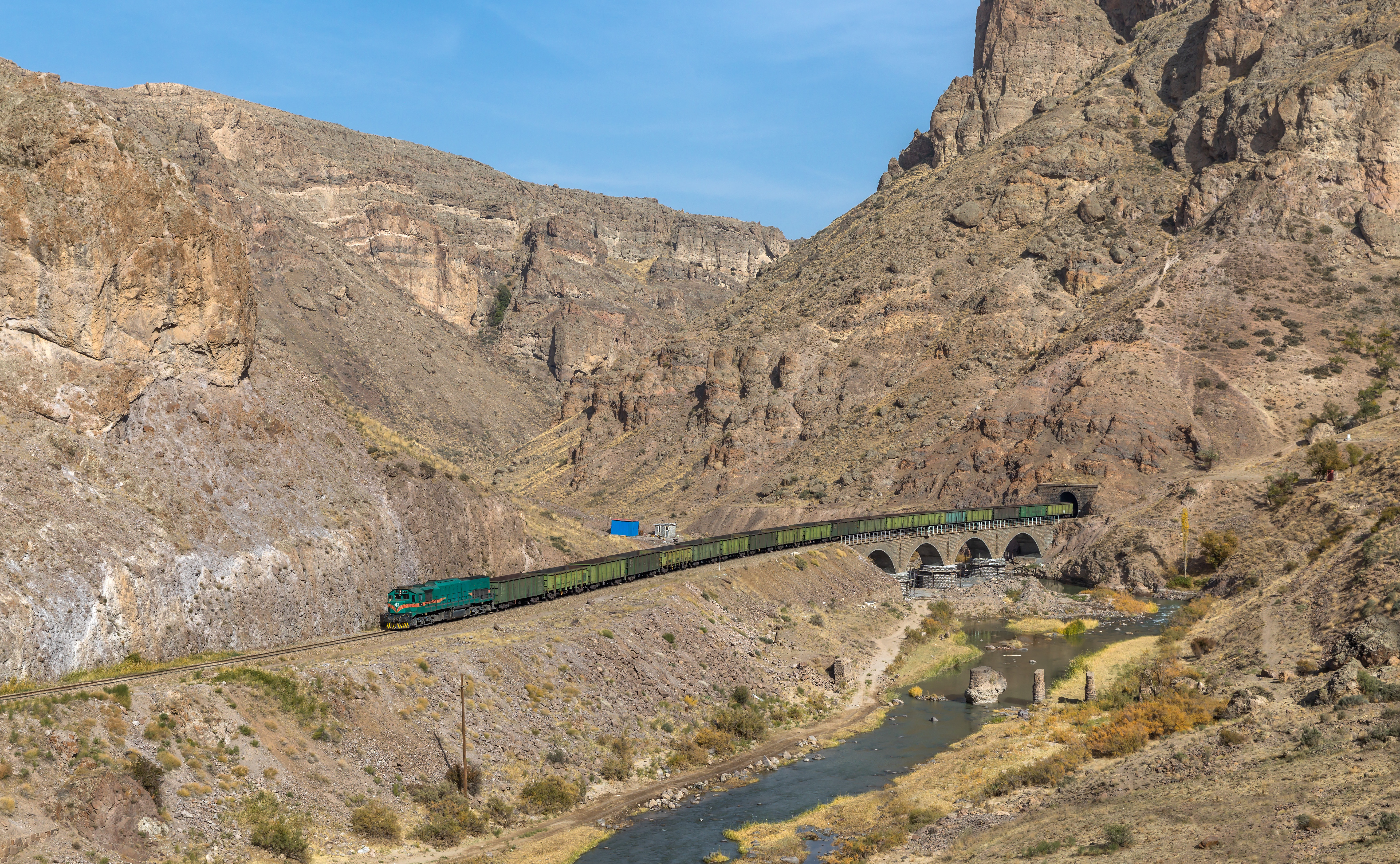
راه‌آهن ایران
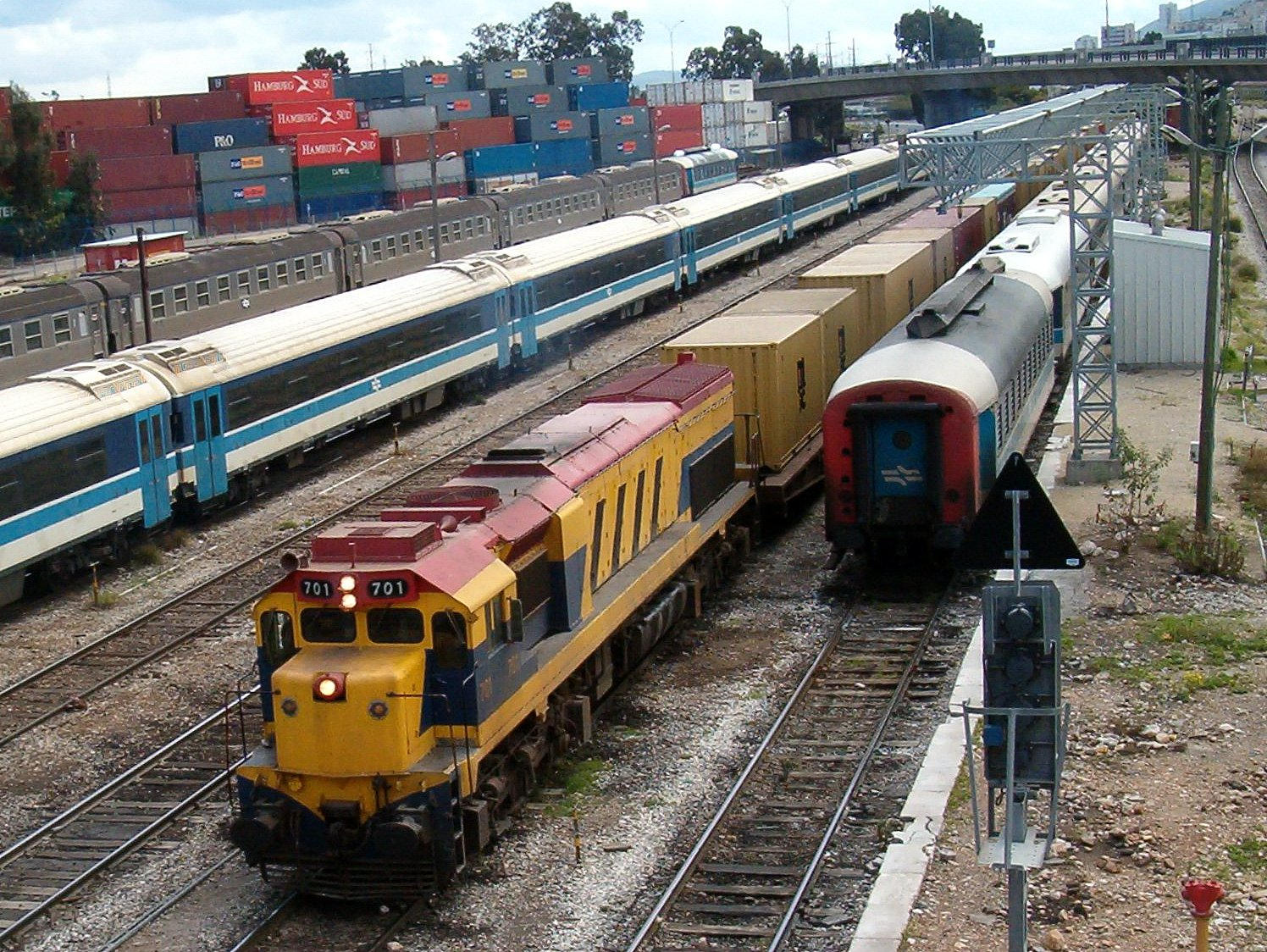
اسرائیل
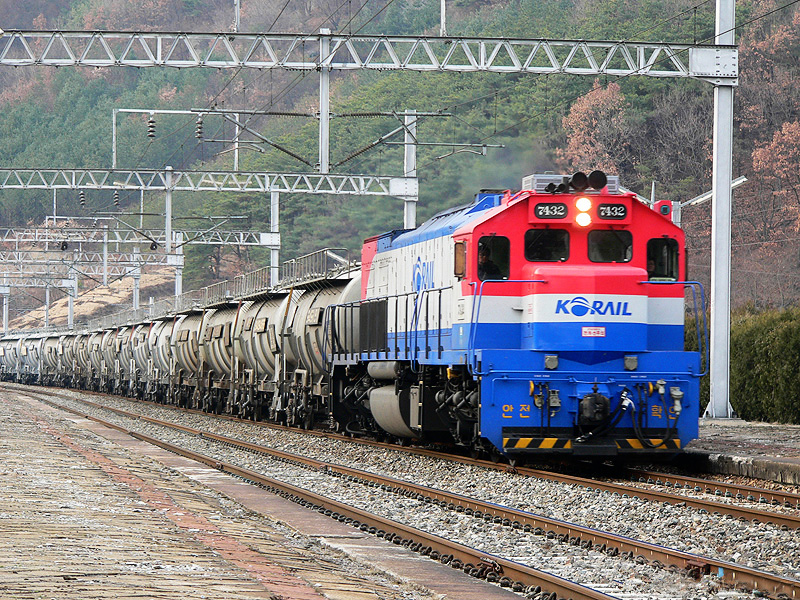
کره جنوبی
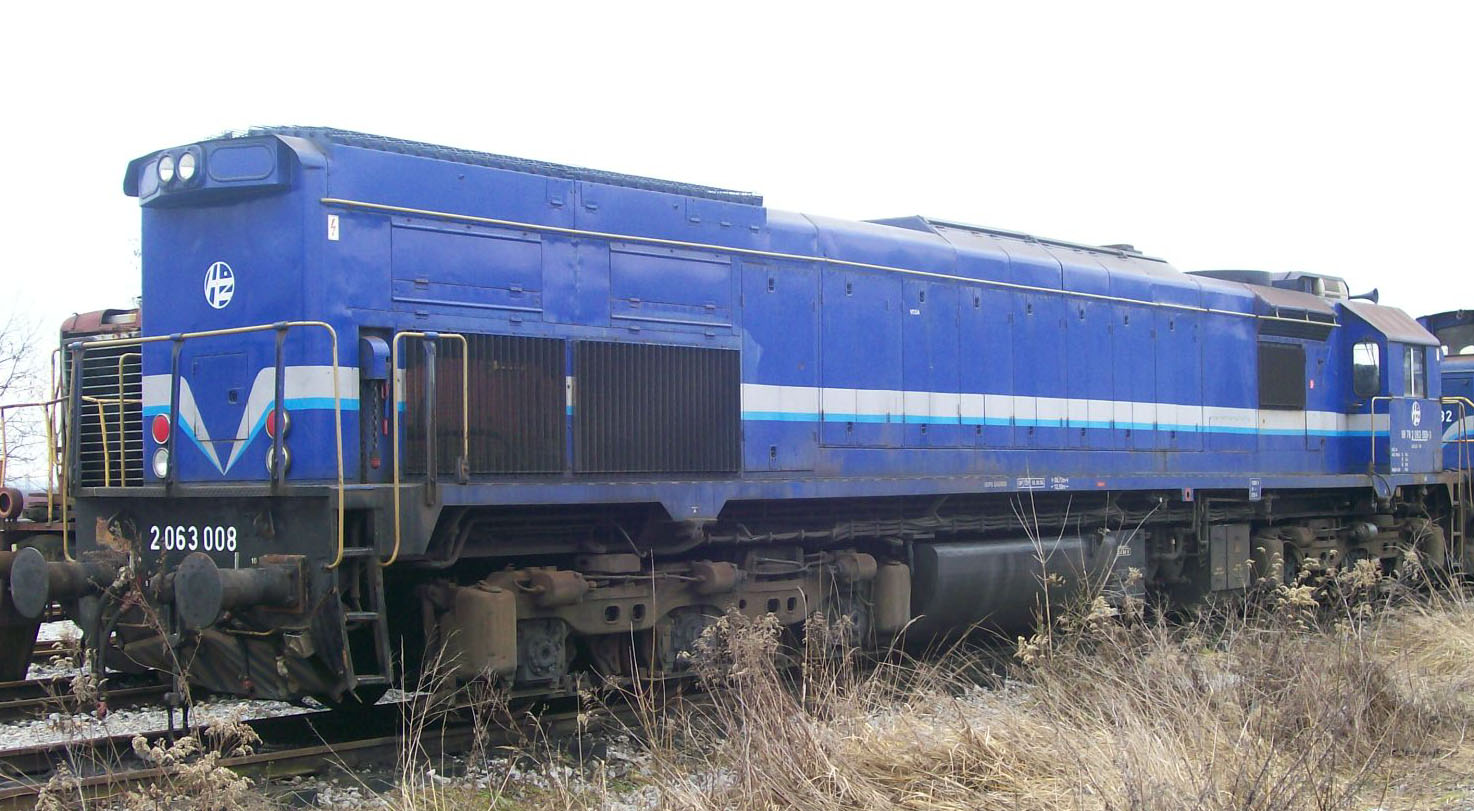
کرواسی
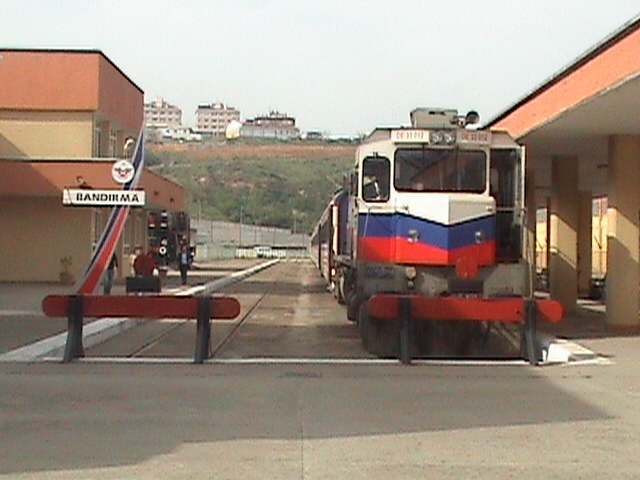
ترکیه